# Федеральная еврейская национально-культурная автономия
Федеральная еврейская национально-культурная автономия (ФЕНКА) — российская федеральная общественная организация. Представлена в 51 регионе РФ.
ФЕНКА была образована в 1999 году, по собственным данным на 2016 год в её состав входят свыше 50 региональных национально-культурных автономий. Организация имеет зонтичную структуру и содействует укреплению и развитию региональных еврейских общин, повышению эффективности их деятельности.
ФЕНКА участвует в проектах Министерства регионального развития Российской Федерации, сотрудничает с органами исполнительной власти и другими российскими еврейскими организациями. В 2015 году было подписано соглашение о сотрудничестве между ФЕНКА и Федерацией еврейских общин России (ФЕОР).

## Цели и задачи
Декларируемая цель ФЕНКА — сохранение национальной самобытности евреев и развитие национальной культуры.

## Руководители
С 2023 года Президентом ФЕНКА является Мельников Сергей Евгеньевич, кандидат технических наук, член Совета при Президенте Российской Федерации по межнациональным отношениям. 
Исполнительный Вице-президент ФЕНКА — Дабакаров Игорь Амнерович: российский общественный деятель и популярный музыкальный исполнитель, президент ООО «Российский еврейский молодёжный конгресс», депутат Европейского Еврейского Парламента, председатель Ульяновской региональной еврейской национально-культурной автономии, председатель Религиозной организации «Ульяновская еврейская община».

## Награды
- Почётная грамота Московской городской Думы (27 октября 2021 года) — за заслуги перед городским сообществом[9]